# Cmentarz żydowski w Przedborzu
Cmentarz żydowski w Przedborzu – został założony w XVIII wieku i zajmuje powierzchnię 1,5 ha, na której zachowało się kilkadziesiąt nagrobków (spośród których najstarszy pochodzi z 1794) oraz fragmenty murowanego ogrodzenia. Cmentarz znajduje się przy ul. Ogrodowej. Podczas niemieckiej okupacji Przedborza cmentarz stanowił dla niemieckich okupantów miejsce doraźnych egzekucji. Pod koniec II wojny światowej cmentarz został zniszczony, wówczas z macew zrobiono osłony umocnień wojennych. W 2016 roku wybudowano na nim ohel, a całość została ogrodzona.